# Stormfloden 1872
Stormfloden  12. -14. november 1872 var en naturkatastrofe, der ramte det sydlige og østlige Danmark. Navnlig blev store dele af Lolland og Falster oversvømmet, og 80-90 mennesker omkom. 50 skibe strandede på Sjællands østkyst. På land og til søs kostede stormfloden over 260 mennesker livet.
Også andre øer og lavvandede områder langs Øresund, Jyllands østkyst og de jyske fjorde var hårdt ramt af oversvømmelsen; her måltes den højeste vandstand til 3,3 m over dagligt vande. Også på Bornholm var der store ødelæggelser. Det var den største stormflodskatastrofe i Danmark i nyere tid.
En voldsom østenstorm med oprindelse i et lavtryk i Alperne kulminerede den 13. november 1872 med orkanstyrke på 32 m/s eller mere, og pressede med orkanstyrke vandet fra Østersøen mod vest ind mod det sydlige Skåne, Lolland, og Falster, hvor det steg 3 meter over dagligt vande og gennembrød digerne. På få timer oversvømmedes store dele af øerne; Huse, gårde, mennesker og dyr blev skyllet bort.
Af de 80 omkomne på Lolland-Falster var der 28 på Lolland og 52 på Falster; heraf alene 20 i Gedesby. Bureau Veritas opgjorde at 427 sejlskibe (heraf 15 danske) og 23 dampskibe var forulykket under stormen.
På Lolland nåede oversvømmelsen så langt ind i landet, at Rødby Fjord og Nakskov Fjord, der lå otte km fra hinanden, hvor de var nærmest, fik forbindelse med hinanden, og den sydvestlige del af Lolland var en isoleret ø. På det sydlige Falster var det kun en smal landbræmme, der ikke blev oversvømmet.
Over hele Danmark gik man i gang med at samle ind til stormflodsofrene, og også fra udlandet kom der hjælp; Staten derimod holdt sig til at udbedre de ødelagte diger, og 150 soldater fra ingeniørtropperne blev sat ind i arbejdet.

## En øjenvidneberetning
Denne øjenvidneskildring af stormflodens virkninger i Sandager og Handermelle er nedskrevet af Hans Lærke Lærkesen i 1936 og findes i Dansk Folkemindesamling. Hans Lærke Lærkesen blev født den 16. juni 1863 på en gård i Vester Ulslev, nu Dødmosevej 8, og gik i Strandby Skole i november 1872, da stormfloden kom. Han døde i 1954.
| Citat                         | Stormflodsmorgenen 13. november var vor tjenestedreng Kristian og jeg på vej til skolen. I vort hjem anede vi endnu intet om den forfærdelige oversvømmelse, der dog allerede stod højt i vore nærmeste nabobyer Handermelle og Sandager og hele Sydvestlolland. Første varsel fik Kristian og jeg, da vi stred os frem ad skolevejen, og vi mødte en husmandskone fra Sandager, som jamrende spurgte os, om min far var hjemme, for stranden stod højt i deres og naboernes huse.... Kristian og jeg kæmpede os videre i den forfærdelige nordøstenstorm, sne og regn piskede os i ansigtet, så vi af og til måtte stride os frem baglæns for at få vejret, indtil vi nåede vejsvinget og gik mod syd. Da vi nåede skolen, så vi, det føg med hvide flager hen over skolelodden. Jeg troede, det var sne, men blev snart klar over, at det var skummende bølger. De nærmede sig skolen mere og mere opad formiddagen, og ved middagstid trængte højvandet ind i skolehaven, og vi fik fri fra skolen. Der var heller kun få børn mødt, da de fleste børn fra begge strandbyerne allerede fra morgenen var afskåret fra at slippe fra hjemmet. Op ad formiddagen havde mange af beboerne måttet ty op på loftet. Da vi kom hjem fra skolen, var hele gårdspladsen fuld af brølende køer. Det var kvæget fra den oversvømmede herregård Strognæs. Røgteren for rundt og holdt en højrøstet justits mellem de arme forfrosne køer, indtil far og vore karle fik rømmet plads til dem i loer og andre rum, hvor som helst det lod sig gøre, og hvor dyrene blev stuvet sammen uden bindsel, og det kneb for dem at forliges med hinanden, og den højt kommanderende herregårdsrøgter for rundt imellem dem.... Vandet svandt mærkværdig hurtigt ad vandløbene og de to små åer, som munder ud, den ene gennem Handermelle, den anden gennem Sandager. Men hist og her på de oversvømmede enge og marker lå husgeråd spredt omkring. Efter nogle dages forløb kunne børnene fra Strandbyerne atter møde i skolen, og det kan nok være, de hver især havde mangt og meget at berette fra de frygtelige dage. En af de lavest liggende gårde i Handermelle, Surgården, havde været under vand næsten til tagskægget. Herfra var ved den tid tre skolesøgende søskende, to brødre og en søster. I brødrenes kammer havde den store gammeltølstønde sin plads. Brødrene, som sov i samme seng, vågnede i den tidlige natmørke morgen ved at høre en underlig skyllen i kammeret, og den ældste, Jens Jacob, sagde til den yngste, som lå yderst: ”Spring op, Hans Jørgen, og stik din finger i tappen, svikken er gået af den store tønde!” (en svikke er en spids pind, der lukker for den i en tøndes spunshul anbragte tap) Hans Jørgen sprang op og stod i det kolde vand til knæerne. Gysende hoppede han op i sengen igen. Hen på formiddagen måtte faderen, Jens Sur, bære sin kone og sine børn, en for en, hen til en nabogård, der var lidt højere beliggende. Det har været et drøjt stykke arbejde i stormen og det brusende hav at vade i vand til over skrævet de cirka 300 m mellem gårdene med tung byrde; og med sin kone på ryggen trådte han da også fejl af broen ud til vejen med den ene fod og havde nær gået i grøften. ”De kunne let være druknet”, sagde Hans Jørgen, da han fortalte det. Husdyrene havde de først måttet bjerge på forskellig måde. Men vandet var jo bleven ved at stige til over middag, og mange steder var væggene skyllet ned, navnlig under løsholterne, særlig lerklinede vægge, hvoraf der på den tid endnu fandtes mange i stald- og ladehuse. Der druknede da også ikke så få dyr, især svin, som det havde været vanskeligt at bjærge. Det skal have været et ynkeligt syn at se disse søge op mod væggen med forbenene og skrigende holde trynen over vande det længst mulige, indtil skrigene hørte op, og de døde dyr flød på vandet. Derimod gik intet menneskeliv tabt der i sognet. Af sæden i hæs og lader var de nederste lag ganske ødelagt, og selv de lag, som ikke havde været under vand, var spiret og brændt sammen af fugtighed. Hen på vinteren blev sådan sæd fra vandlidte gårde kørt op for at blive tærsket på vor maskine, om kærnen så kunne males til kreaturfoder. Men de sammenbrændte neg var det vanskeligt at få revet itu, så de kunne gå igennem maskinen, og til sidst blev da også denne sprængt i stykker.... | Citat |
| Krumsøarkivets årsskrift 1990 | |       |

En anden øjenvidneberetning, som nævner navne og omstændigheder for nogle af de tyve dødsfald, er skrevet af lærer ved Gedesby Skole, Svend Petersen (f. 1824), og udkommet i Lolland-Falsters Historiske Samfunds Årbog 1978 

## Digebyggeri og inddæmning
Stormfloden foranledigede iværksættelse at store kystsikringsarbejder. I maj 1873 blev der fremsat, og hurtigt vedtaget lovforslag om opførelse af dige langs hele sydlollands kyst, og langs Falsters østkyst.
På Lolland gik det fra Nakskov i vest, til Errindlev i øst, med en samlet længde på 63 km; dertil kom 27 sluser, 24 km kanaler med brakgrøfter og 10 km dige inde i landet. Arbejdet blev påbegyndt allerede i august 1873, og blev afsluttet i i maj 1878, efter at være blevet sinket af endnu en stormflod i 1874 – da havde 600 arbejdsmænd flyttet 1,73 millioner kubikmeter jord med skovl og trillebør og dermed gennemført danmarkshistoriens længste kystsikringsprojekt.
På det sydlige Falster blev der bygget 17 km dige fra Gedser mod nord, der var færdigbygget allerede i 1875. Begge projekter var starten på store omdiskuterede landvindingsprojekter som de nu tørlagte Rødby Fjord på Lolland og Bøtø Nor på Falster.